# Ponneri
Ponneri is a town no distrito de Thiruvallur, no estado indiano de Tamil Nadu.

## Geografia
Ponneri está localizada a 13° 19′ N, 80° 12′ L. Tem uma altitude média de 10 metros (32 pés).

## Demografia
Segundo o censo de 2001,  Ponneri  tinha uma população de 24,205 habitantes. Os indivíduos do sexo masculino constituem 50% da população e os do sexo feminino 50%. Ponneri tem uma taxa de literacia de 73%, superior à média nacional de 59.5%: a literacia no sexo masculino é de 81% e no sexo feminino é de 66%. Em Ponneri, 10% da população está abaixo dos 6 anos de idade.